# Jérôme Haeffler
Jérôme Haeffler (ur. 12 maja 1982) – francuski lekkoatleta specjalizujący się w rzucie oszczepem.
W 2003 odpadł w eliminacjach podczas młodzieżowych mistrzostw Europy, a w 2010 nie awansował do finału mistrzostw Europy.
Wielokrotny medalista mistrzostw Francji oraz reprezentant kraju w zimowym pucharze Europy w rzutach i meczach międzypaństwowych.
Rekord życiowy: 80,37 (10 lipca 2010, Valence). 

## Osiągnięcia
| Rok  | Impreza                        | Miejsce               | Lokata               | Wynik |
| ---- | ------------------------------ | --------------------- | -------------------- | ----- |
| 2003 | Młodzieżowe mistrzostwa Europy | Bydgoszcz             | el. – 10. miejsce    | 65,61 |
| 2010 | Mistrzostwa Europy             | Barcelona             | el. – 18. miejsce    | 75,60 |
| 2013 | Zimowy puchar Europy w rzutach | Castellón de la Plana | 5. miejsce (grupa B) | 72,29 |
| 2013 | Igrzyska śródziemnomorskie     | Mersin                | –                    | DNS   |